# Потапы
Потапы (бел. Патапы) — упразднённая деревня в Ельском районе Гомельской области Белоруссии. Входила в состав Скороднянского сельсовета.
Кругом лес.
В связи с радиационным загрязнением после катастрофы на Чернобыльской АЭС жители (16 семей) переселены в 1990-92 годах в чистые места.

## География
В 30 км на юго-запад от Ельска, 12 км от железнодорожной станции Славенча (на линии Калинковичи — Овруч), 207 км от Гомеля. Планировка состоит с короткой улицы, ориентированной с юго-запада на северо-восток. Застройка деревянная, усадебного типа.

## Транспортная сеть
Транспортные связи по просёлочной, затем автомобильной дороге Новая Рудня — Ельск.

## История
По письменным источникам известна с XIX века как хутор в Мозырском уезде Минской губернии. В 1879 году упоминается как селение Скороднянского церковного прихода. В 1908 году в Скороднянской волости. В 1929 году жители вступили в колхоз. Во время Великой Отечественной войны в июне 1943 года оккупанты сожгли деревню и убили 15 жителей. 12 жителей погибли на фронте. В 1959 году входила в состав совхоза «Скороднянский» (центр — деревня Скородное).
С 29 ноября 2005 года исключена из данных по учёту административно-территориальных и территориальных единиц.

## Население

### Численность
- 1897 год — 10 дворов, 84 жителя (согласно переписи).
- 1908 год — 15 дворов, 123 жителя.
- 1924 год — 20 дворов, 133 жителя.
- 1940 год — 29 дворов.
- 1959 год — 94 жителя (согласно переписи).
- 1990-92 годы — жители (16 семей) переселены.